# 유럽파랑새

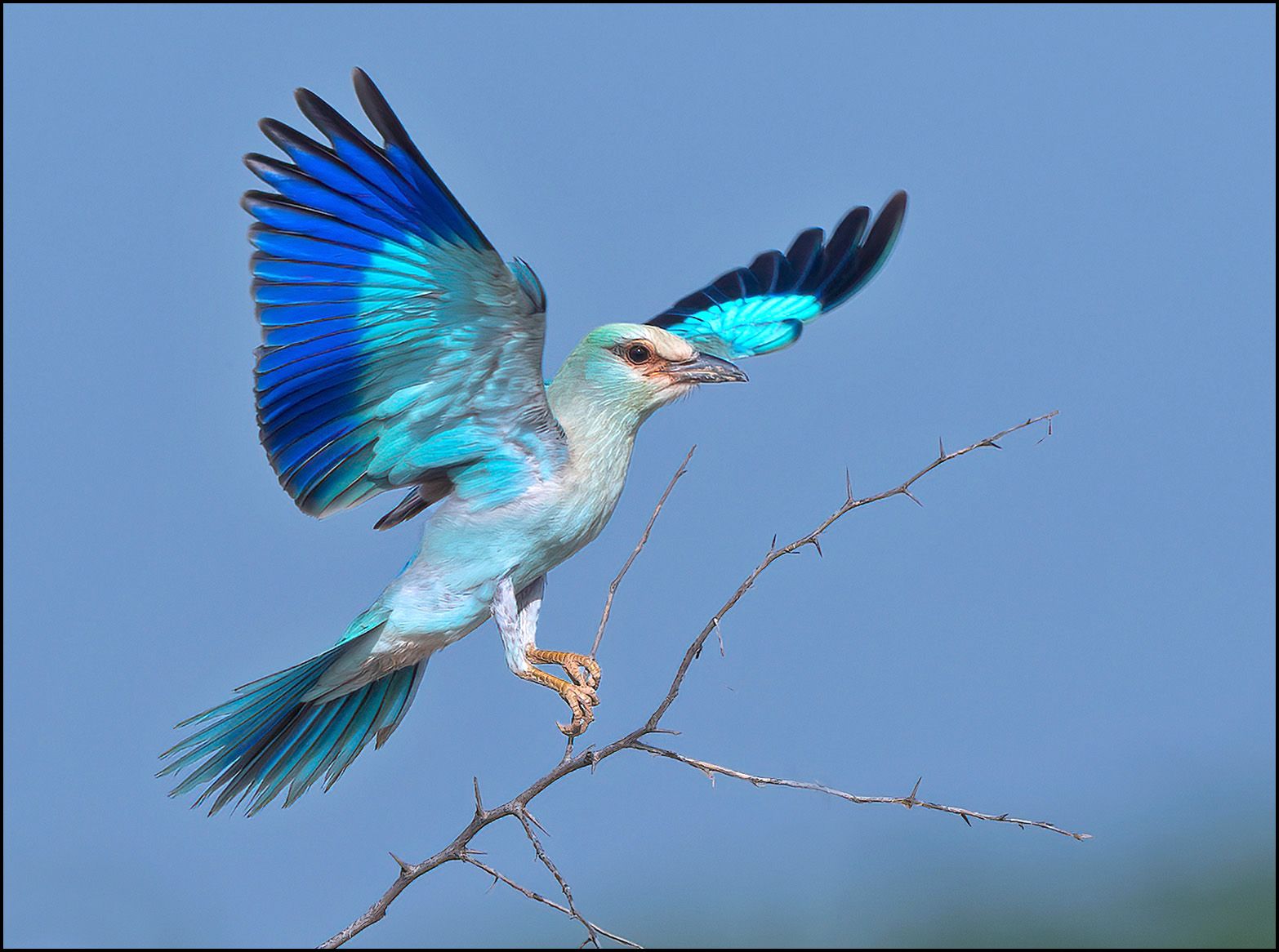

유럽파랑새 또는 푸른파랑새(Coracias garrulus)는 유럽에서 번식하는 유일한 파랑새과에 속한다. 분포 범위는 마그레브, 서아시아, 중앙아시아까지 뻗어 있다. 겨울은 주로 남부 아프리카의 건조한 삼림 사바나와 덤불이 우거진 평원에서 난다. 다양한 서식지에서 서식하지만 나무가 없는 평원은 피한다. 보통 나무 구멍에 둥지를 튼다.

## 분류 및 계통
유럽파랑새는 1758년 스웨덴의 박물학자 칼 린네가 그의 저서 『자연의 체계(Systema Naturae)』 제10판에서 현재의 이명인 Coracias garrulus로 공식적으로 기술했다. 모식 서식지는 스웨덴이다. 속명은 까마귀과에 속하는 까마귀, 아마도 붉은부리 까마귀를 뜻하는 그리스어 korakias에서 유래했다. 종소명 garrulus는 라틴어에서 유래했으며, 새의 울음소리를 뜻하는 '지저귐'을 의미한다. 다른 영어 이름으로는 블루 롤러(blue roller), 커먼 롤러(common roller), 유라시아 롤러(Eurasian roller), 또는 간단히 롤러(roller)가 있다.
2018년에 발표된 분자 계통학적 연구에 따르면 유럽 롤러는 아비시니아 롤러(Coracias abyssinicus)와 가장 가까운 친척 관계인 것으로 나타났다.